# SM-sarja 1956/57

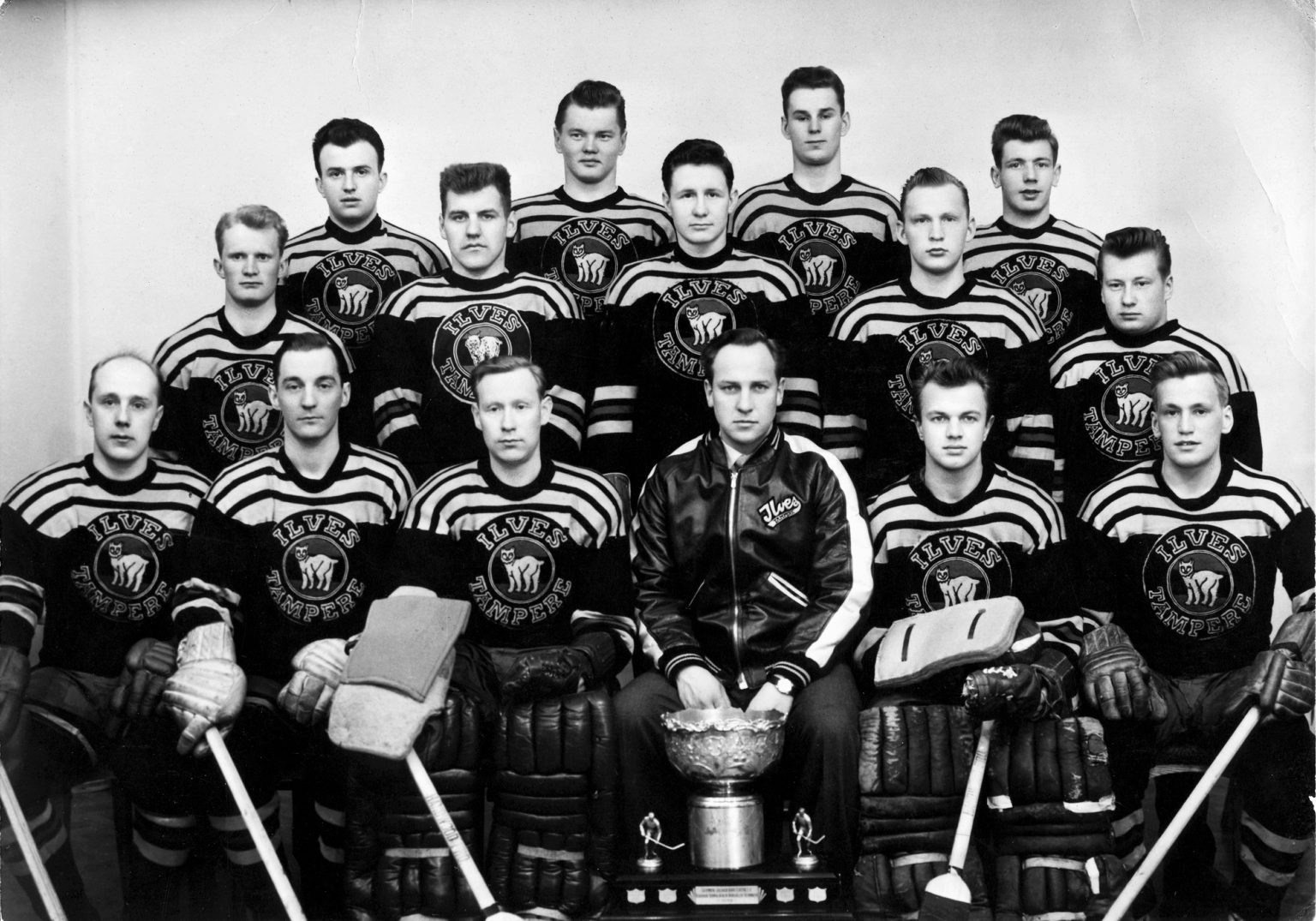
Meisterkader von Ilves 1957

Die Saison 1956/57 war die 26. Spielzeit der finnischen SM-sarja. Meister wurde zum insgesamt zehnten Mal in der Vereinsgeschichte Ilves Tampere. TK-V Tampere und Karhu-Kissat stiegen in die 2. Liga ab.

## Modus
Die Hauptrunde wurde in zwei Gruppen mit je fünf Mannschaften ausgetragen. Die beiden Gruppenersten qualifizierten sich für das Meisterschaftsfinale. Die beiden Zweitplatzierten trafen im Spiel um Platz 3 aufeinander. Die Letztplatzierten jeder Gruppe stiegen in die 2. Liga ab. Für einen Sieg erhielt jede Mannschaft zwei Punkte, bei einem Unentschieden gab es einen Punkt und bei einer Niederlage null Punkte.

## Hauptrunde

### Gruppe A
|    | Klub                | Sp | S | U | N | Tore  | Punkte |
| -- | ------------------- | -- | - | - | - | ----- | ------ |
| 1. | Ilves Tampere       | 8  | 8 | 0 | 0 | 53:19 | 16     |
| 2. | Tarmo Hämeenlinna   | 8  | 4 | 0 | 4 | 34:31 | 8      |
| 3. | Jymy-Kiekko Kokkola | 8  | 3 | 1 | 4 | 45:33 | 7      |
| 4. | Vesa Helsinki       | 8  | 3 | 0 | 5 | 29:61 | 6      |
| 5. | TK-V Tampere        | 8  | 1 | 1 | 6 | 22:39 | 3      |

Sp = Spiele, S = Siege, U = Unentschieden, N = Niederlagen

### Gruppe B
|    | Klub            | Sp | S | U | N | Tore  | Punkte |
| -- | --------------- | -- | - | - | - | ----- | ------ |
| 1. | TPS Turku       | 8  | 6 | 0 | 2 | 40:22 | 12     |
| 2. | Tappara Tampere | 8  | 6 | 0 | 2 | 33:19 | 12     |
| 3. | HPK Hämeenlinna | 8  | 5 | 1 | 2 | 29:26 | 11     |
| 4. | HJK Helsinki    | 8  | 1 | 1 | 6 | 21:34 | 3      |
| 5. | Karhu-Kissat    | 8  | 1 | 0 | 7 | 10:32 | 2      |

Sp = Spiele, S = Siege, U = Unentschieden, N = Niederlagen

#### Entscheidungsspiel um den Gruppensieg
- TPS Turku – Tappara Tampere 8:1

### Topscorer
| Spieler         | Mannschaft  | Sp | T  | V  | Pkt | SM |
| --------------- | ----------- | -- | -- | -- | --- | -- |
| Jorma Salmi     | Ilves       | 9  | 15 | 10 | 25  | 0  |
| Eino Pollari    | Jymy-Kiekko | 8  | 15 | 4  | 19  | 2  |
| Teppo Rastio    | Ilves       | 10 | 13 | 4  | 17  | 4  |
| Voitto Soini    | TPS         | 9  | 9  | 7  | 16  | 6  |
| Matti Sundelin  | TPS         | 9  | 12 | 3  | 15  | 2  |
| Raimo Kilpiö    | Ilves       | 10 | 9  | 6  | 15  | 4  |
| Aulis Hirvonen  | Tappara     | 10 | 8  | 7  | 15  | 4  |
| Räshid Hakimsan | Ilves       | 10 | 8  | 6  | 14  | 8  |
| Keijo Kuusela   | Tarmo       | 9  | 6  | 8  | 14  | 4  |
| Pertti Nieminen | HPK         | 8  | 9  | 2  | 11  | 6  |

## Spiel um Platz 3
- Tarmo Hämeenlinna – Tappara Tampere 1:6/3:1

## Finale
- Ilves Tampere – TPS Turku 4:2/7:5

| Finnischer Meister 1957 Ilves Tampere | Juhani Ruusunen, Pentti Isotalo, Pekka Myllylä, Aarne Honkavaara, Juhani Lahtinen, Erkki Koiso, Heikki Salminen, Jorma Salmi, Teppo Rastio, Raimo Kilpiö, Reijo Koskela, Räshid Hakimsan, Kalevi Rassa, Paavo Toivonen, Lennart Jaala |